# Список глав правительства Приднестровья
Список глав правительства Приднестровья включает лиц, возглавлявших правительство не признанной международным сообществом Приднестровской Молдавской Республики со времени создания в 1924 году на территории современной ПМР Молдавской АССР как автономной республики в составе УССР, объединившей территории Подольской и Одесской губерний в ходе национально-территориального размежевания.
Согласно действующей конституции, вступившей в силу в 1996 году, главой кабинета министров является Председатель Правительства Приднестровской Молдавской Республики (молд. Прешединтеле Гувернулуй Републичий Молдовенешть Нистрене, укр. Голова Уряду Придністровської Молдавської Республіки). Кандидатура главы правительства выдвигается президентом на рассмотрение Верховного Совета. После рассмотрения представленной кандидатуры и голосования она считается утверждённой и кандидат назначается президентом на должность председателя Правительства.
Использованная в первом столбце таблиц нумерация является условной; также условным является использование в первом столбце цветовой заливки, служащей для упрощения восприятия принадлежности лиц к различным политическим силам без необходимости обращения к столбцу, отражающему партийную принадлежность. Наряду с партийной принадлежностью, в столбце «Партия» также отражён беспартийный статус персоналий. В столбце «Выборы» отражены состоявшиеся выборные процедуры главы государства, утвердившего после своего вступления в должность главу правительства. Для удобства список разделён на принятые в историографии периоды истории страны. Приведённые в преамбулах к каждому из разделов описания этих периодов призваны пояснить особенности её политической жизни.
В XX веке молдавская письменность 4 раза меняла графическую основу официально используемого алфавита (кириллическую до 1932 года, латинскую до 1938 года, затем кириллическую, и в 1989 году вновь латинскую), что отражало как потребности носителей языка, так и политическую конъюнктуру. По возможности, молдавские имена и наименования государственных должностей и самого государства, приведены в списке с учётом использовавшейся в соответствующий период письменности.

## Молдавская АССР (1924—1940) в составе УССР
В ходе национально-территориального размежевания в СССР была предложена идея о создании молдавской автономии в составе Украинской ССР с выделением из республики территорий Подольской и Одесской губерний. 12 октября 1924 года постановлением ЦИК УССР была образована Автономная Молдавская Социалистическая Советская Республика (молд. Република Аутономэ Сочиалистэ Советикэ Молдовеняскэ, укр. Автономна Молдавська Соціалістична Радянська Республіка). 10 мая 1925 года была принята первая конституция.
5 декабря 1936 года на чрезвычайном VIII Всесоюзном съезде Советов была принята Конституция СССР, в которой было отражено новое название республики — Молдавская Автономная Советская Социалистическая Республика (молд. Република Аутономэ Советикэ Сочиалистэ Молдовеняскэ, укр. Молдавська Автономна Радянська Соціалістична Республіка).
В январе 1938 года на VII съезде Советов Молдавской АССР была принята новая конституция, согласно которой высшим органом государственной власти в стране стал Верховный Совет, избираемый на 4 года.
26 июня 1940 года СССР предъявил Румынии ультиматум с требованием о возвращении Бессарабии. Румыния была вынуждена принять условия, и спустя два дня советские войска вступили на территории Бессарабии, полностью заняв регион к 3 июля. 2 августа на VII сессии Верховного Совета СССР был принят Закон об образовании союзной Молдавской Советской Социалистической Республики. В новосозданную республику вошли большая часть Бессарабии и 6 районов МАССР, остальные 8 районов вошли в состав Украинской ССР.
|        | Портрет | Имя (годы жизни)                                                                                              | Полномочия     | Полномочия     | Партия                                        | Наименование должности | Пр.    |
| Начало | Портрет | Имя (годы жизни)                                                                                              | Окончание      |                | Партия                                        | Наименование должности | Пр.    |
| ------ | ------- | --- | -------------- | -------------- | --------------------------------------------- | --- | ------ |
| 1      |         | Алексей Иванович Строев (1886—1937) укр. Олексій Іванович Строєв                                              | 23 апреля 1925 | 14 мая 1926    | Коммунистическая партия (большевиков) Украины | Председатель Совета народных комиссаров Автономной Молдавской Социалистической Советской Республики молд. Прешединтеле Советулуй Комисарилор Нородничь ал Републичий Аутономе Сочиалисте Советиче Молдовенешть / Președintele Sovietului Comisarilor Norodnici al Republicii Autonome Socialiste Sovietice Moldovenești укр. Голова Ради народних комісарів Молдавської Автономної Соціалістичної Радянської Республіки | [ 7 ]  |
| 2 (I)  |         | Григорий Иванович Старый (1880—1937) молд. Григоре Иванович Старый укр. Григорій Іванович Старий              | 14 мая 1926    | 5 июня 1928    | Коммунистическая партия (большевиков) Украины | Председатель Совета народных комиссаров Автономной Молдавской Социалистической Советской Республики молд. Прешединтеле Советулуй Комисарилор Нородничь ал Републичий Аутономе Сочиалисте Советиче Молдовенешть / Președintele Sovietului Comisarilor Norodnici al Republicii Autonome Socialiste Sovietice Moldovenești укр. Голова Ради народних комісарів Молдавської Автономної Соціалістичної Радянської Республіки | [ 8 ]  |
| 3      |         | Сергей Васильевич Димитриу (1892—1937) укр. Сергій Васильович Дімітріу                                        | 5 июня 1928    | 7 апреля 1932  | Коммунистическая партия (большевиков) Украины | Председатель Совета народных комиссаров Автономной Молдавской Социалистической Советской Республики молд. Прешединтеле Советулуй Комисарилор Нородничь ал Републичий Аутономе Сочиалисте Советиче Молдовенешть / Președintele Sovietului Comisarilor Norodnici al Republicii Autonome Socialiste Sovietice Moldovenești укр. Голова Ради народних комісарів Молдавської Автономної Соціалістичної Радянської Республіки | [ 9 ]  |
| 2 (II) |         | Григорий Иванович Старый (1880—1937) молд. Grigore Ivanovici Starîi укр. Григорій Іванович Старий             | 7 апреля 1932  | 22 июня 1937   | Коммунистическая партия (большевиков) Украины | Председатель Совета народных комиссаров Автономной Молдавской Социалистической Советской Республики молд. Прешединтеле Советулуй Комисарилор Нородничь ал Републичий Аутономе Сочиалисте Советиче Молдовенешть / Președintele Sovietului Comisarilor Norodnici al Republicii Autonome Socialiste Sovietice Moldovenești укр. Голова Ради народних комісарів Молдавської Автономної Соціалістичної Радянської Республіки | [ 8 ]  |
| 4      |         | Фёдор Степанович Крестьянишин (?—?) молд. Fiodor Stepanovici Krestyanishin укр. Федір Степанович Крестьянишин | 1937           | 1937           | Коммунистическая партия (большевиков) Украины | Председатель Совета народных комиссаров Молдавской Автономной Советской Социалистической Республики молд. Președintele Sovietului Comisarilor Norodnici Republicii Autonome Sovietice Socialiste Moldovenești / Прешединтеле Советулуй Комисарилор Нородничь ал Републичий Аутономе Советиче Сочиалисте Молдовенешть укр. Голова Ради народних комісарів Молдавської Автономної Радянської Соціалістичної Республіки    | [ 10 ] |
| 5      |         | Георгий Ермолаевич Стрешный (1900—1940) молд. Георге Ермолаэвич Стрешный укр. Георгій Єрмолайович Стрешний    | февраль 1938   | 9 мая 1940     | Коммунистическая партия (большевиков) Украины | Председатель Совета народных комиссаров Молдавской Автономной Советской Социалистической Республики молд. Președintele Sovietului Comisarilor Norodnici Republicii Autonome Sovietice Socialiste Moldovenești / Прешединтеле Советулуй Комисарилор Нородничь ал Републичий Аутономе Советиче Сочиалисте Молдовенешть укр. Голова Ради народних комісарів Молдавської Автономної Радянської Соціалістичної Республіки    | [ 11 ] |
| 6      |         | Тихон Антонович Константинов (1898—1957)                                                                      | 9 мая 1940     | 2 августа 1940 | Коммунистическая партия (большевиков) Украины | Председатель Совета народных комиссаров Молдавской Автономной Советской Социалистической Республики молд. Președintele Sovietului Comisarilor Norodnici Republicii Autonome Sovietice Socialiste Moldovenești / Прешединтеле Советулуй Комисарилор Нородничь ал Републичий Аутономе Советиче Сочиалисте Молдовенешть укр. Голова Ради народних комісарів Молдавської Автономної Радянської Соціалістичної Республіки    | [ 12 ] |

## Приднестровская Молдавская ССР (1990—1991) в составе СССР
В 1980-х годах в результате перестройки в СССР повысилась социальная активность населения страны и обострились национальные вопросы. В Молдавской ССР возникло общественное движение, провозглашавшее тезис об идентичности молдавского и румынского языков и призывавшее к объединению Молдавии с Румынией. В марте 1988 года на съезде Союза писателей СССР в Москве прозвучало предложение придать государственный статус языкам титульных наций всех республик Советского Союза. Так, в марте 1989 года был опубликован законопроект «О статусе государственного языка Молдавской ССР», послуживший важным шагом к возникновению Приднестровского конфликта. Законопроект вызвал негативную реакцию среди части населения, не владеющей молдавским. Это привело к появлению стихийного общественного движения, выступавшего за введение в Молдавии двух государственных языков — молдавского и русского. В августе стало известно, что на предстоящей сессии Верховного Совета МССР будет обсуждаться даже не законопроект в мартовской редакции, а его более жёсткий вариант. 11 августа в Тирасполе был создан Объединённый Совет трудовых коллективов (ОСТК), выступавший против этого законопроекта, который, по мнению его создателей и лидеров, мог привести к дискриминации по национальному признаку при осуществлении права на труд. ОСТК начал проведение забастовок на предприятиях левобережной Молдавии. Несмотря на забастовки, 31 августа 1989 года Верховный Совет МССР придал молдавскому языку статус единственного государственного, что привело к новому витку развития Приднестровского конфликта.
23 июня 1990 года Верховный Совет ССР Молдова утвердил заключение специальной комиссии по пакту Молотова — Риббентропа, в котором создание МССР было объявлено незаконным актом, а Бессарабия и Северная Буковина — оккупированными румынскими территориями. На основании этого заключения 31 июля Президиум Тираспольского городского совета провозгласил, что если Молдавская ССР была создана незаконно, то левобережье Днестра также было незаконно в неё включено, и Президиум «не считает себя связанным какими-либо обязательствами перед руководством ССР Молдовы». В декабре 1989 года — ноябре 1990 года был проведён референдум по вопросу об автономии населённых преимущественно русскими и украинцами регионов Молдавии. 2 сентября 1990 года по результатам референдума на II Чрезвычайном съезде депутатов всех уровней Приднестровья была провозглашена Приднестровская Молдавская Советская Социалистическая Республика (молд. Република Советикэ Сочиалистэ Молдовеняскэ Нистрянэ, укр. Придністровська Молдавська Радянська Соціалістична Республіка) в составе СССР. Новое государственное образование не было признано руководством Советского Союза. Поход на Гагаузию (объявившую независимость от Молдовы), столкновения в Дубоссарах и Бендерах привели к новым разногласиям между Молдавией и Приднестровьем. 29 ноября новоизбранный Верховный Совет принял решение упразднить должность председателя Совета министров, передав полномочия главы правительства Председателю ПМССР. 25 августа 1991 года после провала Августовского путча в Москве ПМССР провозгласила независимость от СССР. 5 ноября решением Верховного Совета название ПМССР было сменено на новое — «Приднестровская Молдавская Республика».
| | Портрет | Имя (годы жизни)                                                   | Полномочия      | Полномочия     | Партия                                  | Наименование должности | Пр.    |
| Начало | Портрет | Имя (годы жизни)                                                   | Окончание       |                | Партия                                  | Наименование должности | Пр.    |
| --- | ------- | ------------------------------------------------------------------ | --------------- | -------------- | --------------------------------------- | --- | ------ |
| и. о. |         | Станислав Иванович Мороз (1941—2013) укр. Станіслав Іванович Мороз | 3 сентября 1990 | 29 ноября 1990 | Объединённый Совет трудовых коллективов | Председатель Совета министров Приднестровской Молдавской Советской Социалистической Республики молд. Прешединтеле Советулуй Миништрилор ал Републичий Советиче Сочиалисте Молдовенешть Нистрене укр. Голова Ради Міністрів Придністровської Молдавської Радянської Соціалістичної Республіки | [ 17 ] |
| С 29 ноября 1990 года по 18 января 2012 года — должность упразднена (правительство подчинено непосредственно президенту ПМР) |         |                                                                    |                 |                |                                         | |        |

## Приднестровская Молдавская Республика (с 1991)
25 августа 1991 года после провала Августовского путча в Москве ПМССР провозгласила независимость от СССР. 5 ноября решением Верховного Совета название ПМССР было сменено на новое — Приднестровская Молдавская Республика (молд. Република Молдовеняскэ Нистрянэ, укр. Придністровська Молдавська Республіка). 1 декабря одновременно с президентскими выборами в стране был проведён референдум, подтвердивший государственную независимость ПМР. Пограничные столкновения продолжали обостряться и в марте 1992 года переросли в вооружённый конфликт. В июле при посредничестве России было подписано мирное соглашение «О принципах урегулирования вооружённого конфликта в Приднестровском регионе Республики Молдовы». Война завершилась «замораживанием» Приднестровского конфликта и вводом в зону конфликта российских миротворцев.
В соответствии с поправками, внесёнными 4 июля 2011 года в конституцию, 1 января 2012 года были введены институт правительства и должность председателя (до 2012 года высшим органом исполнительной власти являлся Кабинет министров во главе с президентом ПМР).
Курсивом и серым цветом выделены даты начала и окончания полномочий лиц, временно замещавших Петра Степанова, находившегося в отпуске, и Татьяну Туранскую, участвовавшую в предвыборной кампании.
| | Портрет | Имя (годы жизни) | Полномочия | Полномочия | Партия | Выборы | Кабинет | Наименование должности | Пр. |
| Начало | Портрет | Имя (годы жизни) | Окончание | | Партия | Выборы | Кабинет | Наименование должности | Пр. |
| С 29 ноября 1990 года по 18 января 2012 года — должность упразднена (правительство подчинено непосредственно президенту ПМР) | С 29 ноября 1990 года по 18 января 2012 года — должность упразднена (правительство подчинено непосредственно президенту ПМР) | С 29 ноября 1990 года по 18 января 2012 года — должность упразднена (правительство подчинено непосредственно президенту ПМР) | С 29 ноября 1990 года по 18 января 2012 года — должность упразднена (правительство подчинено непосредственно президенту ПМР) | С 29 ноября 1990 года по 18 января 2012 года — должность упразднена (правительство подчинено непосредственно президенту ПМР) | С 29 ноября 1990 года по 18 января 2012 года — должность упразднена (правительство подчинено непосредственно президенту ПМР) | С 29 ноября 1990 года по 18 января 2012 года — должность упразднена (правительство подчинено непосредственно президенту ПМР) | С 29 ноября 1990 года по 18 января 2012 года — должность упразднена (правительство подчинено непосредственно президенту ПМР) | С 29 ноября 1990 года по 18 января 2012 года — должность упразднена (правительство подчинено непосредственно президенту ПМР)                                                              | С 29 ноября 1990 года по 18 января 2012 года — должность упразднена (правительство подчинено непосредственно президенту ПМР) |
| --- | --- | --- | --- | --- | --- | --- | --- | --- | --- |
| 7 | | Пётр Петрович Степанов (1959—) молд. Пьотр Петрович Степанов укр. Петро Петрович Степанов                                    | 18 января 2012 | 10 июля 2013 | беспартийный | 2011 | Степанов | Председатель Правительства Приднестровской Молдавской Республики молд. Прешединтеле Гувернулуй Републичий Молдовенешть Нистрене укр. Голова Уряду Придністровської Молдавської Республіки | [ 18 ] |
| и. о. | | Татьяна Михайловна Туранская (1972—) молд. Татиана Михайловна Туранская укр. Тетяна Михайлівна Туранська                     | 20 июня 2013 | 10 июля 2013 | беспартийный | 2011 | Степанов | Председатель Правительства Приднестровской Молдавской Республики молд. Прешединтеле Гувернулуй Републичий Молдовенешть Нистрене укр. Голова Уряду Придністровської Молдавської Республіки | [ 19 ] |
| 8 | 10 июля 2013 | Татьяна Михайловна Туранская (1972—) молд. Татиана Михайловна Туранская укр. Тетяна Михайлівна Туранська                     | 2 декабря 2015 | Туранская | беспартийный | 2011 | | Председатель Правительства Приднестровской Молдавской Республики молд. Прешединтеле Гувернулуй Републичий Молдовенешть Нистрене укр. Голова Уряду Придністровської Молдавської Республіки | [ 19 ] |
| и. о. | | Майя Ивановна Парнас (1974—) молд. Мая Ивановна Парнас укр. Мая Іванівна Парнас                                              | 13 октября 2015 | Туранская | беспартийный | 2011 | 30 ноября 2015 | Председатель Правительства Приднестровской Молдавской Республики молд. Прешединтеле Гувернулуй Републичий Молдовенешть Нистрене укр. Голова Уряду Придністровської Молдавської Республіки | [ 20 ] |
| и. о. | 2 декабря 2015 | Майя Ивановна Парнас (1974—) молд. Мая Ивановна Парнас укр. Мая Іванівна Парнас                                              | 23 декабря 2015 | Парнас | беспартийный | 2011 | | Председатель Правительства Приднестровской Молдавской Республики молд. Прешединтеле Гувернулуй Републичий Молдовенешть Нистрене укр. Голова Уряду Придністровської Молдавської Республіки | [ 20 ] |
| 9 | | Павел Николаевич Прокудин (1966—) молд. Павел Николаэвич Прокудин укр. Павло Миколайович Прокудін                            | 23 декабря 2015 | 17 декабря 2016 | беспартийный | 2011 | Прокудкин | Председатель Правительства Приднестровской Молдавской Республики молд. Прешединтеле Гувернулуй Републичий Молдовенешть Нистрене укр. Голова Уряду Придністровської Молдавської Республіки | [ 21 ] |
| 10 (I—II) | | Александр Владимирович Мартынов (1981—) укр. Олександр Володимирович Мартинов                                                | 17 декабря 2016 | 24 декабря 2021 | беспартийный | 2016 | Мартынов | Председатель Правительства Приднестровской Молдавской Республики молд. Прешединтеле Гувернулуй Републичий Молдовенешть Нистрене укр. Голова Уряду Придністровської Молдавської Республіки | [ 22 ] |
| 10 (I—II) | 24 декабря 2021 | Александр Владимирович Мартынов (1981—) укр. Олександр Володимирович Мартинов                                                | 27 мая 2022 | 2021 | беспартийный | | Мартынов | Председатель Правительства Приднестровской Молдавской Республики молд. Прешединтеле Гувернулуй Републичий Молдовенешть Нистрене укр. Голова Уряду Придністровської Молдавської Республіки | [ 22 ] |
| и. о. | | Станислав Михайлович Касап (1983—) укр. Станіслав Михайлович Касап                                                           | 27 мая 2022 | 2021 | беспартийный | 30 мая 2022 | Мартынов | Председатель Правительства Приднестровской Молдавской Республики молд. Прешединтеле Гувернулуй Републичий Молдовенешть Нистрене укр. Голова Уряду Придністровської Молдавської Республіки | [ 23 ] |
| 11 | | Александр Николаевич Розенберг (1967—) молд. Александр Николаэвич Розенберг укр. Олександр Миколайович Розенберг             | 30 мая 2022 | 2021 | беспартийный | действующий | Розенберг | Председатель Правительства Приднестровской Молдавской Республики молд. Прешединтеле Гувернулуй Републичий Молдовенешть Нистрене укр. Голова Уряду Придністровської Молдавської Республіки | [ 24 ] |